# Schlettereriella gardneri
Schlettereriella gardneri är en stekelart som först beskrevs av Nixon 1954.  Schlettereriella gardneri ingår i släktet Schlettereriella och familjen bracksteklar. Inga underarter finns listade i Catalogue of Life.